# Lesław Niebrój
Lesław Tadeusz Niebrój (ur. 19 lipca 1966 w Zabrzu, zm. 26 września 2017) – polski bioetyk, nauczyciel akademicki. Doktor habilitowany nauk filozoficznych.

## Życiorys
Ukończył VII LO w Katowicach-Ligocie w 1984 roku. W 1990 roku obronił pracę magisterską z zakresu antropologii filozoficznej (opiekun pracy prof. dr  hab. Bernard Hałaczek) na Papieskiej Akademii Teologicznej w Krakowie. Tam też w latach 1990-1992 odbył studia specjalizacyjne z zakresu filozofii przyrody. Od 1992 do 1994 roku odbył studia doktoranckie na Wydziale Filozoficznym Ateneo Romano della Santa Croce w Rzymie, zwieńczone obroną pracy doktorskiej w czerwcu 1994 roku (promotor prof. dr Angel R. Luno). W latach W 2012 roku uzyskał stopień naukowy doktora habilitowanego na Wydziale Nauk Społecznych Uniwersytetu Śląskiego w Katowicach (z zakresu filozofii / etyki i bioetyki). Związany ze Śląskim Uniwersytetem Medycznym w Katowicach od 1998 roku. Kierownik Katedry Filozofii i Nauk Humanistycznych Wydziału Nauk o Zdrowiu w Katowicach SUM i prodziekan tego Wydziału w kadencji 2012-2016.
Niebrój był autorem około 200 publikacji naukowych (w tym 20 adnotowanych w PubMed), a jego zainteresowania badawcze koncentrowały się na kwestiach związanych z obowiązkami etycznymi wobec tzw. osób szczególnie wrażliwych / podatnych na skrzywdzenie (ang. vulnerable subjects) zarówno w praktyce medycznej, jak i badaniach naukowych w medycynie. W swoich badaniach kładzie też duży nacisk na kwestię kompetencji kulturowych pracowników ochrony zdrowia. Jest współredaktorem serii wydawniczej EUKRASIA oraz Silesian School of Health Sciences.
Zmarł 26 września 2017 roku, w wieku 51 lat. Został pochowany na cmentarzu komunalnym w Mikołowie-Kamionce.